# 제56회 금마장
제56회 금마장은 2019년 11월 7일에 열린 시상식이다.

## 수상 및 후보

### 장편영화상
- 아호, 나의 아들 - 청몽홍 수상

### 단편영화상
- 3 제네레이션스 3 데이즈 - 추 호이잉 니콜 수상

### 다큐멘터리상
- 너의 얼굴 - 차이밍량 수상

### 단편 애니메이션상
- 금붕어 - 왕 피시 수상

### 감독상
- 아호, 나의 아들 - 청몽홍 수상

### 남우주연상
- 아호, 나의 아들 - 이웬 첸 수상

### 여우주연상
- 웻 시즌 - 여얀얀 수상

### 남우조연상
- 아호, 나의 아들 - Liu Kuanting 수상

### 여우조연상
- The Teacher - 장시영 수상

### 신인감독상
- 반교: 디텐션 - 존 쉬 수상

### 신인배우상
- 위 아 챔피언스 - Fandy Fan 수상

### 각본상
- 환토: 상상의 땅 - 여 시우 후아 수상

### 각색상
- 반교: 디텐션 - 존 쉬 수상

### 촬영상
- 대범죄도시: 나쁜녀석들 - CHEN Ko-chin 외 1명 수상

### 편집상
- 아호, 나의 아들 - LAI Hsiu-hsiung 수상

### 미술상
- 반교: 디텐션 - 왕 치 쳉 수상

### 액션감독상
- 대범죄도시: 나쁜녀석들 - HUNG Shih-hao 수상

### 영화음악상
- 환토: 상상의 땅 - TEO Wei-yong 수상

### 주제가상
- 반교: 디텐션 - 루밍 루 수상

### 분장/의상디자인상
- 해질무렵 안개정원 - Nikki GOOLEY 외 3명 수상

### 시각효과상
- 반교: 디텐션 - Tomi KUO 외 1명 수상

### 음향효과상
- 니나 우 - LI Danfeng 외 2명 수상

### 국제비평가협회상
- 갈망 - 페이주시 수상

### 관객상
- 아호, 나의 아들 - 청몽홍 수상

### 평생공로상
- 왕 퉁 수상
- 왕우 수상

### 최우수대만영화인상
- 탕상죽 수상

### 갈라 프리미어
- 두 유 러브 미 애즈 아이 러브 유 - 추허빈
- 유령의 땅 - 첸-웬 로
- 럭키 드로 - 치아-후아 친
- 알피지 - 쉬춘한
- 인비저블 스토리스 - 리안 - 지유안 러
- 언네임드 - 창천유 외 1명
- 포에버 17 - 홍영걸
- 랑깃 부닥 비루 - 림 킨 히안
- 레블 보이 - 첸 이 카이
- 글루미 아이즈 - 호르게 테레소 외 1인
- 더 데저티드 - 차이밍량
- 라이크 파더, 라이크 도터 - 렁 시우 홍
- Onstage Appearance - 린 야-유
- Binding - 팅 닝 첸
- Grandma’s Small Talk - LIN Shih-ching

### 마스터 클래스
- 미안해요, 리키 - 켄 로치
- 어 히든 라이프 - 테렌스 맬릭
- 고르바초프를 만나다 - 베르너 헤어조크 외 1인
- 비탈리나 바렐라 - 페드로 코스타
- 와스프 네트워크 - 올리비에 아사야스
- 꿈의 안데스 - 파트리시오 구스만
- 에마 - 파블로 라라인
- 안드레이 타르코프스키. 어 시네마 플레이어 - 안드레이 A. 타르코프스키
- 립 오브 페이스: 윌리엄 프리드킨 온 더 엑소시스트 - 알렉상드르 오 필립

### 비바 오뙤르
- 더 휘슬러스 - 코르넬리우 포룸보이우
- 프랭키 - 아이라 잭스
- 좀비 차일드 - 베르트랑 보넬로
- 해피 뉴 이어, 콜린 버스테드. - 벤 휘틀리
- 세자매 - 예민 엘퍼
- 빈폴 - 칸테미르 발라고프
- 민다나오섬 - 브릴란테 멘도사

### 파노라마
- 조조 래빗 - 타이카 와이티티
- 더 피넛 버터 팔콘 - 타일러 닐슨 외 1인
- 오드 투 조이 - 제이슨 와이너
- 화이트 크로우 - 랄프 파인즈
- 시빌 - 저스틴 트리엣
- 프록시마 - 앨리스 위노코
- 더 모스트 뷰티풀 커플 - 스벤 타딕켄
- 내 발 아래 - 마리 크로이처
- 미스터 존스 - 아그네츠카 홀란드
- 성체축일 - 얀 코마사
- 다프네 - 페데리코 본디
- 스티치 - 미로슬라브 테직
- 더 파더 - 크리스티나 그로제바 외 1인
- 완벽한 후보자 - 하이파 알 만수르

### 새로운 물결
- 레미제라블 - 래드 리
- 쏠레 - 카를로 시로니
- 허니 보이 - 엘머 하렐
- 미드 90 - 조나 힐
- 어 선 - 메흐디 M. 바르사우이
- 화이트 화이트 데이 - 흘리뉘르 팔메이슨
- 나의 어머니, 우리의 어머니들 - 세자르 디아즈

### 아시아의 창
- 우리가 있는 곳 - 콩데이 자투라나사미
- 이장 - 정승오
- 긴 산책 - 마티에 도
- 모텔 아카시아 - 브래들리 리우
- 공상의 과학 - 요셉 앙기 노엔
- 노래하는 불불 - 리마 다스
- 원 차일드 네이션 - 난푸 왕 외 1인
- 더 킹메이커 - 로린 그린필드

### 또 다른 시선
- 모노스 - 알레한드로 란데스
- 로스 레예스 - 베티나 페르트 외 1인
- 화이트 온 화이트 - 테오 코트
- 크라비 섬 - 벤 리버스 외 1인
- 아틀란티스 - 발렌틴 바스야노비치
- 파이어 윌 컴 - 올리버 라세

### 특별 상영
- 타이페이 대드, 뉴욕 맘 - 믹키 첸

### L.G.B.T
- 타오르는 여인의 초상 - 셀린 시아마
- 앤 덴 위 댄스드 - 레반 아킨
- Clement, Alex et tous les autres - 첸 취 쿠오
- 몬순 - 홍 카우
- 세기의 끝 - 루시오 카스트로

### 뮤직 아포칼립스
- Ga-Tau Chang - Lungnan Isak Fangas
- 걸리 보이 - 조야 악타르
- 마리안 & 레오나드: 워즈 오브 러브 - 닉 브룸필드
- 미스티파이: 마이클 허친스 - 리처드 로웬스타인
- Billie - 제임스 얼스킨
- 마일즈 데이비스, 쿨 재즈의 탄생 - 스탠리 넬슨

### 필름메이커 인 포커스
- 머스트 비 헤븐 - 엘리아 술레이만
- 팔레스타인 - 엘리아 술레이만
- 신의 간섭 - 엘리아 술레이만
- 크로니클 오브 어 디서피어런스 - 엘리아 술레이만
- 마더스(영어판) - 밀코 만체프스키
- 더스트 - 밀코 만체프스키
- 비포 더 레인 - 밀코 만체프스키
- Willow(영어판) - 밀코 만체프스키
- 댄싱 채플린 - 수오 마사유키
- 쉘 위 댄스 - 수오 마사유키
- 으랏차차 스모부 - 수오 마사유키
- 팬시 댄스 - 수오 마사유키
- 변태 가족, 형의 새 각시 - 수오 마사유키
- 변사 - 수오 마사유키

### 서프라이즈 필름
- 크래쉬 - 데이비드 크로넨버그
- 사마를 위하여 - 와드 알-카팁 외 1인

### 2019 골든홀스
- 해질무렵 안개정원 - 임서우
- 시냅시스 - 장초치
- 모어 댄 블루 - 임효겸
- Paradise Next - 하노 요시히로
- 잭푸르트 - 베라 첸 외 1인
- The Paradise - 료 시한
- Stand by Me - LAI Meng-jie
- The Magnificent Bobita - CHUANG Ching-shen
- 어느 영화감독의 고군분투기 - 고병권
- 아호, 나의 아들 - 청몽홍
- 아저씨 x 아저씨 - 레이 영
- 인면어: 저주의 시작 - 데이비드 청
- 대범죄도시: 나쁜녀석들 - 헝추슈안
- The Last Thieves - HSU Chia-kai
- 갈망 - 페이주시
- We Are Champions - 장영치
- 환토: 상상의 땅 - 여 시우 후아
- 3 Days 2 Nights - LIN Hao-pu
- 웻 시즌 - 안소니 첸
- The Teacher - CHEN Ming Lang
- 반교: 디텐션 - 존 쉬
- 니나 우 - 미디 지
- My Prince Edward - WONG Yee-lam
- MAYDAY LIFE - Muh CHEN
- 도끼는 잊어도 나무는 기억한다 - 라우 켁 후앗
- 너의 얼굴 - 차이밍량
- The Good Daughter - WU Yu-ying
- 대나무로 엮은 경극장 - 척 청
- 라스트 이어 웬 더 트레인 패스드 바이 - 팽-추안 황
- Old Man and A Dog - Ryan CHAN Hon-yan
- 3 제네레이션스 3 데이즈 - 추 호이잉 니콜
- Liu A, Sing A, and Bi Hong - TSHUA Tsu-ting
- 랑깃 부닥 비루 - 림 킨 히안
- Rebel boy - CHEN Yi-kai
- Hidden Zone - NG Chee-chong
- 금붕어 - 왕 피시
- My Father at Grandma’s Funeral - JHAN Bo-jyun
- The Lighthouse - Jay LEI Pui-weng
- Adorable - 정수종
- 무언적산구 - 왕 퉁
- 용호의 결투 - 왕우

### 일본 셀렉션
- 약속의 땅 - 제제 타카히사
- 어 걸 미씽 - 후카다 코지
- 리틀 나이츠, 리틀 러브 - 이마이즈미 리키야
- 나기마치 - 시라이시 카즈야
- 미야모토 - 마리코 테츠야
- 37세컨즈 - 미야자키 미쓰요
- 도이치 이야기 - 오다기리 죠

### 크레이지 월드
- 디어스킨 - 미스터 와조
- 올 어바웃 이브 - 베누아 포르주아르
- 더 비치 범 - 하모니 코린
- 남의 떡 - 조슬린 디보어 외 1인
- 바쿠라우 - 클레버 멘돈사 필로 외 1인
- 니믹 - 요르고스 란티모스
- 키네타 - 요르고스 란티모스
- 아부 레일라 - 아민 시디-부메딘

### 올 어바웃 시네마
- 똑바로 살아라 - 스파이크 리
- 도어즈 - 올리버 스톤
- 엑소시스트 - 윌리엄 프리드킨
- 아파트 열쇠를 빌려드립니다 - 빌리 와일더
- 아이즈 와이드 셧 - 스탠리 큐브릭
- Never Just a Dream: Stanley Kubrick and Eyes Wide Shut - Matt WELLS
- 메모리: 걸작 에이리언의 기원 - 알렉상드르 오 필립
- Sid & Judy - 스테판 키작

### 비욘드 더 버딕트
- 소녀의 팔찌 - 스테판 드무스티어
- 신은 존재한다, 그녀의 이름은 페트루냐 - 테오나 스트루가르 미테브스카
- 어 레귤러 우먼 - 쉐리 호만
- 애드버킷 - 레이첼 레아 존스
- Me and My Condemned Son - 리 치아후아
- 판결 - 레이먼드 쿠티에레즈
- 하룻밤 - 시라이시 카즈야

### 스포트라이트 온 스위스
- 마감시간 - 니콜 푀겔
- 마담 - 스테판 리에사우서
- Beyond the Horizon - 델핀 리허리시
- 오늘의 가족 - 앙투안 루스바흐
- 볼큰브허 - 마이클 슈타이너
- 다운폴 - 올리버 히르비겔
- 베를린 천사의 시 - 빔 벤더스
- 백색 도시 - 알랭 타네
- 셀피 - 클라루디루스 겐티네타
- 외로운 궤도 - 벤자민 모라드 외 1인
- 올 인클루시브 - 코리나 슈윙루버 일리치
- 터미널 - 킴 알라만드
- 더 자라리주 시스터즈 - 조지 칸데나
- 조용한 땅, 좋은 사람들 - 요하네스 바흐만